# Gordonville (Missouri)
Gordonville – wieś w Stanach Zjednoczonych, w stanie Missouri, w hrabstwie Cape Girardeau.